# Tilos
Tilos, antigament Telos (en grec antic Τῆλος), és una petita i rocosa illa grega del grup del Dodecanès, situada entre l'illa de Rodes i Níssiros. Segons Estrabó, distava 60 estadis de Níssiros. La descriu dient que era allargada i elevada, i amb pedres molt bones per fer moles. Feia 80 estadis de circumferència i tenia una ciutat amb el mateix nom, un port, aigües termals i un temple de Posidó.
La capital és Epískopi, abans anomenada també Tilos (o Telos). D'aquesta illa era originaria la família del tirà de Siracusa Geló I, diu Heròdot. Plini el Vell parla de l'illa, i diu que era famosa perquè s'hi fabricava un ungüent molt bo i que el seu nom antic era Agathussa, nom que també donen Esteve de Bizanci i Escílax de Carianda.
Vora el poble modern d'Epískopi encara es veuen les restes de l'antiga ciutat, i sembla que les cases estaven construïdes sobre terrasses, i s'aixecaven les unes contra les altres recolzades en murs de pedra sense tallar. L'acròpoli es trobava a la part superior de la muntanya, on s'hi va edificar un castell medieval.